# Mikel Alonso
Mikel Alonso Olano (Tolosa, 16 maggio 1980) è un ex calciatore spagnolo, di ruolo centrocampista.

## Biografia
È il fratello maggiore di Xabi Alonso e figlio di Miguel Ángel Alonso.

## Carriera
Ha giocato nella prima divisione spagnola.
In carriera ha giocato anche 5 partite con la Selezione di calcio dei Paesi Baschi.